# Sanni (Vorname)
Sanni ist ein weiblicher Vorname.

## Herkunft und Bedeutung
Der Name ist die finnische Verkleinerungsform von Susanna.

## Bekannte Namensträgerinnen
- Sanni Franssi (* 1995), finnische Fußballspielerin
- Sanni Grahn-Laasonen (* 1983), finnische Politikerin
- Sanni Kurkisuo (* 1993), finnische Sängerin und Schauspielerin, siehe Sanni
- Sanni Leinonen (* 1989), finnische Skirennläuferin
- Sanni Orasmaa (* 1972), finnische Jazzmusikerin und Schauspielerin, seit 2008 Dozentin an der Hochschule für Musik und Theater München
- Sanni Rautala (* 1987), finnische Badmintonspielerin